# Dick Jorgensen
Richard M. „Dick“ Jorgensen (* 12. April 1934 in Neenah, Wisconsin; † 10. Oktober 1990 in Urbana, Illinois) war ein US-amerikanischer Schiedsrichter im American Football, der von der Saison 1968 bis 1989 in der NFL tätig war. Er war Schiedsrichter des Super Bowls XXIV und trug die Uniform mit der Nummer 60, außer in den Spielzeiten zwischen 1979 und 1981, in denen er die Nummer 6 zugewiesen bekam. 

## Karriere
Jorgensen begann im Jahr 1968 seine NFL-Laufbahn als Line Judge. Nachdem Schiedsrichter George Rennix seinen Rücktritt bekannt gegeben hatte, wurde er zur NFL-Saison 1971 zum Hauptschiedsrichter ernannt.
Er leitete den Super Bowl XXIV im Jahr 1990, der zugleich sein letztes Spiel als Schiedsrichter war. Bei den Super Bowls VIII und XV war er Ersatzschiedsrichter. Zudem war er Schiedsrichter der Pro Bowls 1973, 1975, 1980 und 1987.